# Gerhard Willmann

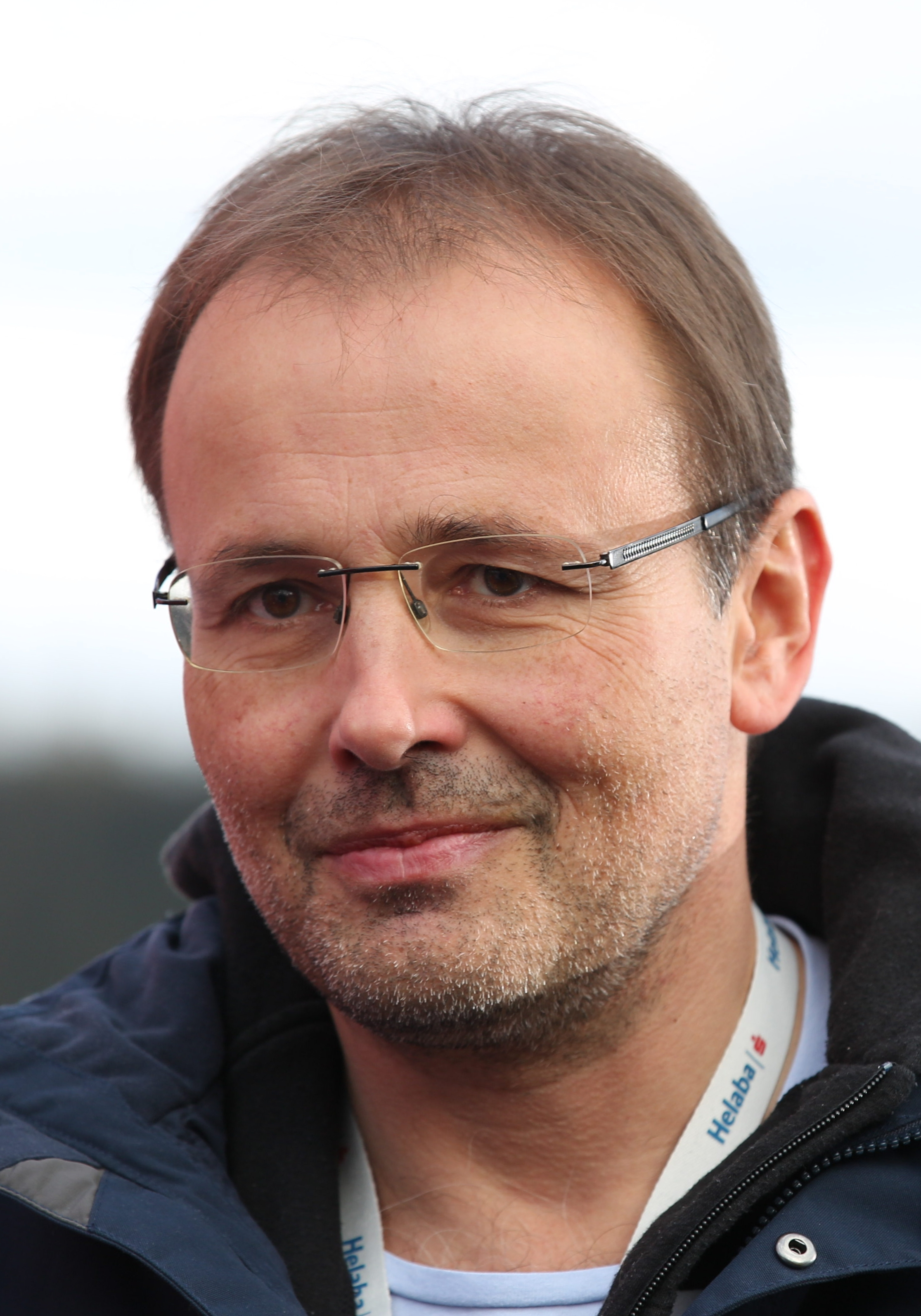
Gerhard Willmann beim Rennrodel-Weltcup in Oberhof (2017)

Gerhard „Willi“ Willmann (* 1969 in München) ist ein deutscher Sportredakteur, Moderator und Schriftsteller.

## Leben
Willmann besuchte das Karlsgymnasium München-Pasing, wo er das Abitur ablegte. Anschließend absolvierte er den Zivildienst in einem Pasinger Altersheim, ehe er 1992 ein Studium an der Bayerische Beamtenfachhochschule aufnahm, welches er 1995 als Dipl.-Verwaltungswirt (FH) abschloss.
Nach dem Abschluss seines Studiums absolvierte er ein Praktikum bei Antenne Bayern. Von 1996 bis 1998 war er Redakteur bei dem Radiosender, ehe er im März 1999 Sportchef ebendort wurde. Diese Funktion übte er bis März 2003 aus. Für einen Verbund privater Radiosender kommentierte er 14 Spiele der Fußball-Weltmeisterschaft 2006. In der Folge war Willmann von 2006 bis 2009 bei Premiere Networks tätig. Im April 2010 wurde er Redakteur und Moderator bei Bayern 3, wo er am Wochenende die Sportnachrichten moderiert. Seit April 2015 ist er zudem Sendung- und Sportsredakteur bei Bayern 1 und seit 2019 Moderator der BR-Radltour.
Willmann ist Bahnsprecher der Kunsteisbahn Königssee (seit 2004), der Rennrodelbahn Oberhof (seit 2016) und war es in der Veltins-Eisarena Winterberg (2017–2024).
Im Juli 2020 erschien Willmanns Buch Der Familienurlaub – Von Äläffnoklokk bis Zeh Roberto.

## Werke
- Der Familienurlaub: Von Äläffnohklokk bis Zeh Roberto. Smart & Nett, München 2020, ISBN 978-3-946406-34-1.